# Presidente del Bundesrat alemán
El Presidente del Bundesrat alemán (en alemán: Präsident des Deutschen Bundesrates or Bundesratspräsident) es el presidente del Bundesrat alemán, que es la cámara alta del parlamento alemán.
Cada uno de los ministros presidente de los Länder (estados) federales actúa como presidente del Bundesrat durante un año.
El presidente del Bundesrat también puede actuar como suplente del presidente Federal si el presidente Federal está fuera de Alemania o no puede actuar debido a una enfermedad, etc. En caso de fallecimiento o destitución del presidente Federal, el presidente del Bundestag actuará como presidente hasta la elección de un nuevo presidente, que deberá ser dentro de un plazo de treinta días.

## Elección
El presidente del Bundesrat suele ser elegido el 1 de noviembre de un año y permanece en el cargo hasta el 31 de octubre del año siguiente. La Ley Fundamental dice, en su artículo 52.1, que "el Bundesrat elige a su presidente por un año". Sin embargo, en la práctica, la presidencia rota por igual entre todos los Länder, de acuerdo con un orden predeterminado. La orden cambia a veces, porque depende de la población de cada estado.
Si el jefe de gobierno de un Land cambia durante el mandato del presidente del Bundesrat, la presidencia pasa al nuevo ministro-presidente por el resto de su duración de un año. Esto sucedió en abril de 1999 cuando Roland Koch sustituyó a Hans Eichel como ministro-presidente de Hesse. El orden actual de rotación de la presidencia del Bundesrat es el siguiente:
1. Nordrhein-Westfalen (Renania del Norte-Westfalia)
2. Bayern (Baviera)
3. Baden-Württemberg
4. Niedersachsen (Baja Sajonia)
5. Hessen (Hesse)
6. Sachsen (Sajonia)
7. Rheinland-Pfalz (Renania-Palatinado)
8. Berlín
9. Sachsen-Anhalt (Sajonia-Anhalt)
10. Thuringen (Turingia)
11. Brandeburgo
12. Schleswig-Holstein
13. Mecklenburg-Vorpommern (Mecklenburgo-Pomerania Occidental)
14. Hamburgo
15. Sarre
16. Bremen

## Otros sitios web
- El Bundesrat - Presidente y Presidium de la  página web oficial del Bundesrat

- Datos: Q363637